# Marek Wojtera
Marek Jacek Wojtera (ur. 24 listopada 1963 w Łęczycy, zm. 29 października 2022) – polski polityk, działacz samorządowy, przedsiębiorca, rolnik, poseł na Sejm V kadencji.

## Życiorys
W 1984 ukończył Technikum Mechaniczne w Łęczycy. W latach 1984–1987 pracował jako kierownik w Ośrodku Maszynowym w Daszynie. Następnie zajmował się działalnością rolniczą. Prowadził około 100-hektarowe gospodarstwo rolne w Drzykozach. W 1996 otworzył własną firmę usługowo-handlową. W 2003 założył i stanął na czele grupy producentów ziarna zbóż z powiatu łęczyckiego.
W latach 80. należał do Zjednoczonego Stronnictwa Ludowego. Był współzałożycielem struktur Związku Zawodowego Rolnictwa „Samoobrona” w Łęczycy i Kutnie. W 1994 wszedł w skład rady wojewódzkiej partii Przymierze Samoobrona (działającej następnie pod nazwą Samoobrona Rzeczpospolitej Polskiej) w Łodzi. Był też członkiem rady krajowej tej partii. W tym samym roku został radnym rady gminy Daszyna (do 1998 wchodził też w skład zarządu gminy), a w latach 2002–2005 zasiadał w Sejmiku Województwa Łódzkiego II kadencji. Bez powodzenia kandydował w wyborach parlamentarnych w 2001 (otrzymał 4478 głosów). W 2002 ubiegał się o urząd wójta gminy Daszyna.
W wyborach w 2005, startując z siódmego miejsca listy Samoobrony RP uzyskał mandat poselski na Sejm V kadencji z okręgu sieradzkiego liczbą 8715 głosów. Pracował w Komisji Gospodarki, Komisji Infrastruktury oraz siedmiu podkomisjach. W przedterminowych wyborach parlamentarnych w 2007 bez powodzenia ubiegał się o reelekcję (zdobył 2362 głosy).
W wyborach do Parlamentu Europejskiego w 2009 kandydował na eurodeputowanego (otrzymał 2046 głosów). W wyborach samorządowych w 2010 bez powodzenia kandydował na wójta gminy Grabów (otrzymał 11,17% głosów) oraz do rady powiatu łęczyckiego z listy partii Nasz Dom Polska – Samoobrona Andrzeja Leppera. W 2012 zasiadał w prezydium tej partii (działającej od 2011 jako „Samoobrona”), potem wystąpił z tego ugrupowania. W 2014 z listy komitetu Ziemia Łęczycka ponownie ubiegał się o mandat radnego powiatu. Ponadto powołał własny komitet wyborczy, z ramienia którego kandydował na wójta gminy Grabów, nie przechodząc do II tury. Jego komitet startował także do sejmiku województwa (posiadał listy we wszystkich okręgach). Potem powrócił do Samoobrony. 28 lutego 2015 zasiadł w radzie wojewódzkiej związku zawodowego, a 4 marca 2017 w radzie krajowej partii.
Był dwukrotnie prawomocnie skazany. W 2001 otrzymał nakaz karny za samowolę budowlaną i nielegalne pobieranie wody, a w 2005 został skazany na karę dwóch lat pozbawienia wolności z warunkowym zawieszeniem jej wykonania na trzyletni okres próby za spowodowanie wypadku samochodowego, w którym zginął 15-letni chłopiec.

## Życie prywatne
Był żonaty, miał dwoje dzieci. Był bratem działacza samorządowego Zbigniewa Wojtery.